# 金富軾
金 富軾（キム・ブシク/クム・ブシク、きん ふしょく/こん ふしょく、1075年 - 1151年）は、高麗の官僚・儒学者。慶州金氏出身の門閥貴族である。朝鮮に現存する最古の歴史書である『三国史記』を編纂し、後に楽浪郡開国侯を賜った。父は金覲。兄は金富弼・金富佾。弟は金富轍。

## 妙清の乱の鎮圧
先に門閥貴族の李資謙の乱（1126年）で荒れ果てた国都の開京を見て、西京（平壌）出身の僧の妙清は、白寿翰らとともに、風水地理説を根拠として仁宗に西京への遷都を迫った。このとき、金富軾らの王党派は儒教的な正統思想を掲げ、遷都に強く反対する運動を起こした。西京派は遷都実現の望みがなくなったために、1135年に西京に自立して国号を「大為」、年号を「天開」とし、開京の中央政府に対して大規模な反乱を起こした。これを妙清の乱（1135年 - 1136年）といい、高麗を二分して1年余りも激しい戦闘を続ける大きな内乱となった。金富軾は開京派の元帥として軍を率いて西京で激しく戦い、翌年に乱を平定した。

## 『三国史記』の編纂
1142年に官職を辞任し、勅を奉じて正史である『三国史記』の編纂を行った。その詳細な時期は、『三国史記』の地理志の地名表記（「古の○○は今の△△である」といった記述）の詳細な検討から、遅くとも1143年には編纂が始まっていること、また、『高麗史』仁宗世家23年条や同書の金富軾伝で、1145年12月には撰上されたことが確認される。当時すでに勅撰の『旧三国史』が存在したことが李奎報の「東明王篇」などでも知られるが、重撰となる正史の編纂がなぜ必要とされたのかということについては、未だ定説に至っていない。例えば「『旧三国史』が本紀と列伝だけで志・表を備えておらず、正史の体裁を欠いていたから」とするもの、「門閥貴族間での新羅系の優位性を確立するために、あえて新羅中心的な史書を残そうとして撰集した」というものなどがある。
『三国史記』の編纂姿勢からの金富軾への批判としては
1. 中国中心的に過ぎる。中国史書の利用が多く、場合によっては無批判な採用が見られる。
2. 儒教的立場を強調しすぎる。『三国遺事』と比べて、古い記述を儒教的観点から切り捨て過ぎている。
3. 高麗における自己（新羅系門閥である金富軾自身）の立場を優位にしようとする造作がある。

という3点に要約されることが多い。朝鮮側の原史料の保存状況や、当時の東アジアの学問の中心が中国にあったこと、高麗と中国との関係からみて、やむをえない面もあると言える。

## その他
『三国史記』の編纂後も、「仁宗実録」の撰述も行っている。